# Serwer grup dyskusyjnych
Serwer grup dyskusyjnych – system komputerowy używany do zarządzania grupami dyskusyjnymi. Oprogramowanie serwera zazwyczaj składa się z dwóch pakietów, umożliwiających wymianę danych między serwerami (NNTPD – NetNews Transfer Protocol Daemon) i obsługę czytników grup dyskusyjnych (NNRPD – NetNews Reader Protocol Daemon), korzystając z protokołu NNTP.
Przed opracowaniem protokołu NNTP serwery używały protokołu UUCP, dostosowanego do korzystania z bezpośredniej komunikacji między serwerami unixowymi za pomocą połączeń komutowanych. 
Współczesne serwery zorganizowane w Usenet zwykle wymieniają się wiadomościami równocześnie z kilkoma innymi serwerami, co pomaga zredukować obciążenia i zapewnić, że artykuły nie zostaną zgubione.

## Format wiadomości do grup dyskusyjnych
Artykuły są rozmieszczane w oparciu o informacji w nagłówkach zdefiniowanych w RFC 5536 ↓. Zmienne jakie przenosi dana wiadomość zawiera:
- MessageID – unikatowy ID dla każdej wiadomości (pomaga to w identyfikacji).
- Date – data utworzenia wiadomości.
- Newsgrups – nazwy grup na jakich dana wiadomość ma się znaleźć.
- Path – lista serwerów przez które przeszła wiadomość z komputera lokalnego.

Dodatkowo post może zawierać takie informacje jak:
- Expires – data wygaśnięcia (skasowania) wiadomości.
- Approved – znacznik który informuje za dana wiadomość została zaakceptowana przez operatora.

## Praca serwerów dyskusyjnych
Każdy serwer grupy dyskusyjnej przechowuje drogę artykułów używających plik indeksu. Kiedy nowy artykuł wchodzi lub jest wystawiony bezpośrednio przez klienta, serwer grupy dyskusyjnej robi notatkę w jego pliku indeksu, umożliwia to szybkie powrócenie do artykułu w przyszłości. Ten plik indeksu mówi serwerowi dokładnie, gdzie wyszukać określony artykuł, w przypadku gdy następnym razem użytkownik prosi o ten artykuł.
Jakiś artykuł, który jest zaopatrzony w spis na serwerze Grupy dyskusyjnej, jest dostępny, by zostać przeczytany przez jakiegoś klienta przez użycie oprogramowania do czytania grup dyskusyjnych. Klient Usenet może założyć grupę dyskusyjną na danym serwerze i nadać jej unikatową nazwę.